# Campeonato Mundial de Atletismo em Pista Coberta de 2012 - 400 m feminino
A prova dos 400 metros feminino do Campeonato Mundial de Atletismo em Pista Coberta de 2012 foi disputada entre 9 e 10 de março na Ataköy Athletics Arena em Istambul, Turquia.

## Recordes
Antes desta competição, os recordes mundiais e do campeonato nesta prova eram os seguintes:
|    | Nome                  | Nacionalidade   | Tempo  | Local  | Data                |
| -- | --------------------- | --------------- | ------ | ------ | ------------------- |
| WR | Jarmila Kratochvílová | Tchecoslováquia | 49s 59 | Milão  | 7 de março de 1982  |
| CR | Olesya Forsheva       | Rússia          | 50s 04 | Moscou | 12 de março de 2006 |

## Medalhistas
| Ouro                      | Prata                     | Bronze                 |
| Sanya Richards-Ross (USA) | Aleksandra Fedoriva (RUS) | Natasha Hastings (USA) |

## Cronograma
| Data        | Hora  | Evento    |
| ----------- | ----- | --------- |
| 9 de março  | 9:35  | Bateria   |
| 9 de março  | 19:50 | Semifinal |
| 10 de março | 18:40 | Final     |

## Resultados

### Bateria
Qualificação: 2 atletas de cada bateria  (Q) mais os  6 melhores qualificados (q).
| Colocação | Bateria | Atleta                   | Nacionalidade            | Tempo   | Notas        |
| --------- | ------- | ------------------------ | ------------------------ | ------- | ------------ |
| 1         | 2       | Natalija Pyhyda          | Ucrânia                  | 52.02   | Q, SB        |
| 2         | 3       | Sanya Richards-Ross      | Estados Unidos           | 52.81   | Q            |
| 3         | 1       | Denisa Rosolová          | Chéquia                  | 52.95   | Q            |
| 4         | 1       | Wania Stambołowa         | Bulgária                 | 52.97   | Q            |
| 5         | 2       | Patricia Hall            | Jamaica                  | 52.99   | Q            |
| 6         | 6       | Shana Cox                | Reino Unido              | 53.24   | Q            |
| 7         | 4       | Aleksandra Fiedoriwa     | Rússia                   | 53.26   | Q            |
| 8         | 4       | Dominique Blake          | Jamaica                  | 53.39   | Q            |
| 9         | 4       | Ajoke Odumosu            | Nigéria                  | 53.47   | q            |
| 10        | 2       | Meliz Redif              | Turquia                  | 53.55   | q            |
| 11        | 3       | Nadine Okyere            | Reino Unido              | 53.56   | Q            |
| 12        | 6       | Irina Dawydowa           | Rússia                   | 53.58   | Q            |
| 13        | 5       | Natasha Hastings         | Estados Unidos           | 53.64   | Q            |
| 14        | 1       | Maria Enrica Spacca      | Itália                   | 53.74   | q            |
| 14        | 3       | Tiandra Ponteen          | São Cristóvão e Neves    | 53.74   | q            |
| 16        | 5       | Moa Hjelmer              | Suécia                   | 54.01   | Q            |
| DSQ       | 3       | Bimbo Miel Ayedou        | Benim                    | 54.44   | q, NR Doping |
| 17        | 5       | Aliann Pompey            | Guiana                   | 54.63   | q            |
| 18        | 6       | Ambwene Simukonda        | Malawi                   | 55.51   |              |
| 19        | 6       | Kineke Alexander         | São Vicente e Granadinas | 55.88   |              |
| 20        | 2       | Amalija Szarojan         | Armênia                  | 56.41   |              |
| 21        | 1       | Déborah Rodríguez        | Uruguai                  | 57.08   |              |
| 22        | 4       | Natacha Ngoye            | República do Congo       | 58.21   |              |
| 23        | 1       | Sharon Kwarula           | Papua-Nova Guiné         | 59.56   |              |
| 24        | 5       | Graciela Martins         | Guiné-Bissau             | 59.83   |              |
| 25        | 2       | Danielle Alakija         | Fiji                     | 60.00   |              |
| 26        | 5       | Wladislawa Owczarenko    | Tajiquistão              | 60.33   | NR           |
| 27        | 6       | Gaiane Ustiane           | Geórgia                  | 61.38   |              |
| 28        | 6       | Maziah Mahusin           | Brunei                   | 63.62   | NR           |
| 29        | 2       | Amy Atkinson             | Guam                     | 65.99   | NR           |
|           | 3       | Geisa Aparecida Coutinho | Brasil                   | 99.99 ! | DQ           |
|           | 4       | Möngöntujaa Batgerelijn  | Mongólia                 | 99.99 ! | DQ           |

### Semifinal
Qualificação: 2 melhores de cada bateria (Q). 
| Colocação | Bateria | Atleta               | Nacionalidade         | Tempo | Notas     |
| --------- | ------- | -------------------- | --------------------- | ----- | --------- |
| 1         | 3       | Sanya Richards-Ross  | Estados Unidos        | 50.99 | Q         |
| 2         | 3       | Aleksandra Fiedoriwa | Rússia                | 51.79 | Q         |
| 3         | 1       | Natasha Hastings     | Estados Unidos        | 51.87 | Q         |
| 4         | 1       | Wania Stambołowa     | Bulgária              | 51.87 | Q         |
| 5         | 1       | Natalija Pyhyda      | Ucrânia               | 51.98 | SB        |
| 6         | 1       | Moa Hjelmer          | Suécia                | 52.29 | NR        |
| 7         | 2       | Shana Cox            | Reino Unido           | 52.69 | Q         |
| 8         | 2       | Denisa Rosolová      | Chéquia               | 52.78 | Q         |
| 9         | 2       | Dominique Blake      | Jamaica               | 53.00 |           |
| 10        | 2       | Irina Dawydowa       | Rússia                | 53.02 |           |
| 11        | 3       | Patricia Hall        | Jamaica               | 53.21 |           |
| 12        | 3       | Nadine Okyere        | Reino Unido           | 53.66 |           |
| 13        | 2       | Maria Enrica Spacca  | Itália                | 53.71 |           |
| 14        | 1       | Ajoke Odumosu        | Nigéria               | 54.06 |           |
| DSQ       | 3       | Bimbo Miel Ayedou    | Benim                 | 54.26 | SB Doping |
| 15        | 3       | Meliz Redif          | Turquia               | 54.48 |           |
|           | 1       | Aliann Pompey        | Guiana                | DNF   |           |
|           | 2       | Tiandra Ponteen      | São Cristóvão e Neves | DNF   |           |

### Final
A final ocorreu dia 10 de março. 
| Colocação.        | Atleta               | Nacionalidade  | Tempo | Notas |
| ----------------- | -------------------- | -------------- | ----- | ----- |
| Medalha de ouro   | Sanya Richards-Ross  | Estados Unidos | 50.79 |       |
| Medalha de prata  | Aleksandra Fiedoriwa | Rússia         | 51.76 |       |
| Medalha de bronze | Natasha Hastings     | Estados Unidos | 51.82 |       |
| 4                 | Wania Stambołowa     | Bulgária       | 51.99 |       |
| 5                 | Shana Cox            | Reino Unido    | 52.13 | PB    |
| 6                 | Denisa Rosolová      | Chéquia        | 52.48 |       |

Legenda
| Recorde mundial       | Recorde mundial (World record)               |                       | Recorde africano                      | Recorde africano (African) |                                           | Q | Classificado por posição (Qualified) |
| Recorde do campeonato | Recorde do campeonato (Championship record)  | Recorde da América    | Recorde da América (Americas)         | q                          | Classificado por melhor tempo (Qualified) |   |                                      |
| Melhor marca do ano   | Melhor marca do ano (World leading)          | Recorde asiático      | Recorde asiático (Asian)              | DNS                        | Não largou (Did not start)                |   |                                      |
| Recorde nacional      | Recorde nacional (National record)           | Recorde europeu       | Recorde europeu (European)            | DNF                        | Não terminou (Did not finish)             |   |                                      |
| Recorde pessoal       | Recorde pessoal do atleta (Personal best)    | Recorde da Oceania    | Recorde da Oceania (Oceania)          | DSQ / DQ                   | Desclassificado (Disqualified)            |   |                                      |
| Recorde da temporada  | Recorde da temporada do atleta (Season best) | Recorde sul-americano | Recorde sul-americano (South America) | NM                         | Sem marca (No mark)                       |   |                                      |